# Jutta Stroszeck
Jutta Stroszeck (* 1961 in Donauwörth) ist eine deutsche Klassische Archäologin.

## Leben
Jutta Stroszeck studierte von 1980 bis 1986 an den Universitäten Erlangen, Göttingen und der FU Berlin Klassische und Christliche Archäologie sowie Ur- und Frühgeschichte. In Erlangen erlangte sie 1986 ihren Magistergrad und wurde dort auch 1991 bei Klaus Parlasca mit der Arbeit Löwen-Sarkophage. Sarkophage mit Löwenköpfen, schreitenden Löwen und Löwen-Kampfgruppen promoviert. Für die Arbeit erhielt sie 1991/92 das Reisestipendium des Deutschen Archäologischen Instituts und konnte mit dessen Hilfe den Mittelmeerraum bereisen. 1992/93 war Stroszeck Mitarbeiterin am Corpus der antiken Sarkophagreliefs in Marburg. 
Seit November 1993 ist sie an der Abteilung Athen des Deutschen Archäologischen Instituts beschäftigt. Zunächst war sie als Referentin für die Bibliothek zuständig. Von Dezember 1995 bis Mai 2012 war sie als örtliche Leiterin der Kerameikosgrabung beschäftigt. Seit 2012 leitet sie diese Grabung. Zum 16. Juli 2013 organisierte sie den öffentlichen Festakt anlässlich des 100-jährigen Jubiläums der Grabung im Kerameikos, an dem auch der griechische Kulturminister Panagiotis Panagiotopoulos teilnahm. 2014 veranstaltete sie aus Anlass des Jubiläums am Deutschen Archäologischen Institut in Athen ein wissenschaftliches Kolloquium zu Kulten und Heiligtümern im Bereich von Stadtmauern und Stadttoren. Gleichzeitig erschien ein neuer Führer zur Kerameikosgrabung auf Deutsch, der seit 2017 auch auf Griechisch vorliegt. Zu den bedeutenden Neufunden ihrer Zeit als Grabungsleiterin gehört die Entdeckung eines Orakelbrunnens des (Apollon) Paian im Kerameikos (der einzigen, bisher ausgegrabenen Orakelstätte in Athen). 2016 wurden mehrere Dutzend Fluchtafeln in einem Brunnen ausgegraben, und 2020 gelang die Identifizierung einer großen Ölmühle am Südwestrand der Kerameikosstraße. 2017–2018 wurde in enger Absprache mit den griechischen Behörden ein Site-Management-Plan zum Kerameikos erstellt.
Stroszeck forscht vorrangig zum Athener Kerameikos. Hier beschäftigt sie sich mit der Nekropole, den Heiligtümern und Werkstätten und mit Fragen des Wassermanagements im Gelände. Daneben hat sie sich mit der Insel Salamis beschäftigt, sie forscht außerdem zu berufsbezogenen Kulten, zur Antikenrezeption und der Forschungsgeschichte.
2006 konzipierte sie zusammen mit Volker Scheunert die Ausstellung Der heilige Mammas – Beschützer der Hirten und Herden am Deutschen Hirtenmuseum in Hersbruck.

## Schriften
Monographien
- Löwen-Sarkophage. Sarkophage mit Löwenköpfen, schreitenden Löwen und Löwen-Kampfgruppen  (= Die antiken Sarkophagreliefs, Band 6; Die dekorativen römischen Sarkophage, Teil 1 = Die antiken Sarkophagreliefs, Band VI 1). Gebr. Mann, Berlin 1998, ISBN 3-7861-2268-7.
- Der Kerameikos in Athen. Geschichte, Bauten und Denkmäler im archäologischen Park. Bibliopolis Verlag, Bad Langensalza 2014, ISBN 978-3-943741-04-9.
  - griechische Ausgabe: Ο Κεραμεικός των Αθηνών. Ιστορία και μνημεία εντός του αρχαιολογικού χώρου. Bibliopolis, Bad Langensalza 2017, ISBN 978-3-943741-07-0.

Herausgeberschaften
Stroszeck ist Herausgeberin der Reihe Kerameikos – Ergebnisse der Ausgrabungen.
- mit Heide Frielinghaus: Neue Forschungen zu griechischen Städten und Heiligtümern. Festschrift für Burkhardt Wesenberg zum 65. Geburtstag. (= Beiträge zur Archäologie Griechenlands, Band 1), Bibliopolis, Möhnesee 2010, ISBN 978-3-933925-91-6.
- mit Heide Frielinghaus: Vorbild Griechenland. Zum Einfluss antiker griechischer Skulptur auf Grabdenkmäler der Neuzeit. (= Beiträge zur Archäologie Griechenlands, Band 3), Bibliopolis, Möhnesee 2012, ISBN 978-3-943741-00-1.
- mit Heide Frielinghaus: Kulte und Heiligtümer in Griechenland. Neue Funde und Forschungen. (= Beiträge zur Archäologie Griechenlands, Band 4), Bibliopolis, Möhnesee 2017, ISBN 978-3-943741-06-3.
- mit Andrea Schellinger: „In einer Ruhe die Wunder nimmt“. Der Kerameikos in literarischen Zeugnissen von 1863 bis heute. Kulturverlag Kadmos, Berlin 2017, ISBN 978-3-86599-372-4.

Artikel
- Der Tod in der Fremde. Bestattungen von Ausländern in der klassischen Antike. Nürnberger Blätter zur Archäologie 19, 2002/2003, 159-180.
- Fremde Keramik im Kerameikos, in: B. Schmalz – M. Söldner (Hrsg.), Griechische Keramik im kulturellen Kontext. Akten des Internationalen Vasen-Symposions in Kiel vom 24. bis 28. 9. 2001 (Münster 2003) 83-86 Taf. 14.
- Wells in Athens: The contribution of the Kerameikos wells, in: K. Wellbrock (Hrsg.), Proceedings of the XVI. Conference Cura Aquarum in Greece, Athens, 28.3. bis 6. 4.2015. Schriften der Deutschen Wasserhistorischen Gesellschaft, Band 27-1 (Siegburg 2017) 43-88.
- Mit König Otto in Athen: Zwei Schicksale. Bettina Schiná, geb. de Savigny (1805-1835) und Bernhard Ornstein (1806-1896), in: H.-B. Schlumm – A. Kertscher (Hrsg.), Deutsche Spuren in Griechenland. Der Beitrag der deutschen Einwanderung im 19. Jahrhundert zur Entwicklung Griechenlands (Athen 2018) 55-88.
- Zerstört und im Brunnen versenkt: Zwei weibliche Privatporträts vom Kerameikos, in: P. Karanastassi – Th. Stefanidou-Tiveriou – D. Damaskos (Hrsg.), Γλυπτική και κοινωνία στην ρωμαϊκή Ελλάδα: Καλλιτεχνικά προϊόντα, κοινωνικές προβολές. Akten des Symposions zu kaiserzeitlicher Plastik aus Griechenland, Rethymnnon 2014 (Thessaloniki, University Studio Press 2018) 23-42. Π. Καραναστάση – Θ. Στεφανίδου-Τιβερίου – Δ. Δαμάσκος (επιμέλεια), Γλυπτική και κοινωμνία στην ρωμαϊκή Ελλάδα. Καλλιτεχνικά προϊόντα, κοινωνικές προβολές. Διεθνές συνέδριο Ρέθυμνο, 26-28 Σεπτεμβρίου 2014 (Θεσσαλονίκη 2018) 23-42.
- Unterweltsvorstellungen und die Fundorte von Fluchtafeln im Kerameikos, in: H. Frielinghaus – J. Stroszeck – P. Valavanis (Hrsg.), Griechische Nekropolen. Neue Forschungen und Funde. Beiträge zur Archäologie Griechenlands Band 5 (Möhnesee 2019) 337-376 Taf. 85-107.
- Athen, Griechenland. Kerameikos. Archäologischer Kontext von Fluchtafeln: Brunnen B 34, DAI e-Forschungsberichte 2019, Faszikel 2, 97–102. Erschienen Oktober 2019. https://publications.dainst.org/journals/efb/2249/6687 IDAI.publications 2019, 97-102.
- Grabrelief und Kanal: Zum Neufund einer Familienstele im Kerameikos, in: A. Delivorias – M. Diamanti (Hrsg.), Σπονδή. Αφιέρωμα στη μνήμη του Γιώργου Δεσπίνη, Band 1 Μουσείο Μπενάκη Beiheft 12 (Athen 2020) 403-416.
- Athen, Griechenland, Werkstätten am Südrand der Kerameikosstraße. Töpferwerkstätten und eine Ölmühle des 5. Jhs. v. Chr. E-Forschungsberichte des DAI 2020 Faszikel 3, 21-25.
- Water and Water Management, in: Jenifer Neils – Dylan K. Rogers (Hrsg.), The Cambridge Companion to Ancient Athens (Cambridge 2021) S. 110-123.  ISBN 9781108614054 doi:10.1017/9781108614054
- Auf den Spuren klassischer Werkstätten im Kerameikos – Στα ίχνη των εργαστηρίων της κλασικής εποχής στον Κεραμεικό, In: AtheNea 2020-2021, 74-79.
- The Archaeological contexts of Curse Tablets in the Athenian Kerameikos, in: Chr. A. Faraone – I. Polinskaya (Hrsg.), Curses in Contexts 3: The Greek Curse Tablets of the Classical and Hellenistic Periods. Papers and Monographs from the Norwegian Institute of Archaeology (London-Chicago 2021) 21-48.
- Eine Ölmühle im Kerameikos von Athen? In: Bonner Jahrbücher 220, 2020, 1-35.